# اجورث ۳۴۸۷
سیارک ۳۴۸۷ (به انگلیسی: 3487 Edgeworth، نامگذاری:1978UF) سه هزار و چهارصد و هشتاد و هفتمین سیارک کشف شده‌است که در ۲۸ اکتبر ۱۹۷۸ کشف شد.
قدر مطلق سیارک برابر ۱۲٫۸۰ است.